# Гјандаро (Козенца)
Гјандаро је насеље у Италији у округу Козенца, региону Калабрија.
Према процени из 2011. у насељу је живело 460 становника. Насеље се налази на надморској висини од 202 м.